# Orden der Oktoberrevolution

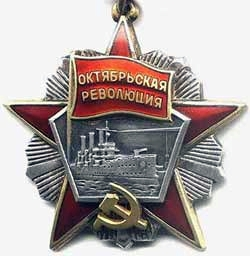
Orden der Oktoberrevolution

Der Orden der Oktoberrevolution (russisch Орден Октябрьской Революции/ Orden Oktjabrskoi Rewoljuzii) war ein ziviler Orden der Sowjetunion. Gestiftet anlässlich des 50. Jahrestages der Oktoberrevolution am 31. Oktober 1967, wurde er an Menschen oder Einrichtungen verliehen, die sich Verdienste um die Sowjetunion erworben haben. Der Orden war nach dem Leninorden die zweithöchste Auszeichnung. Getragen wurde er an einer Fünfeckspange.

## Gestaltung

### Ordenszeichen
Das Ordenszeichen besteht aus einem rot emaillierten Stern mit goldener Umrandung und Strahlenbündel. Im Zentrum des Sterns ist ein Fünfeck mit dem Kreuzer Aurora zu sehen, aus dem eine Fahne mit der Inschrift ОКТЯБРЬСКАЯ РЕВОЛЮЦИЯ (Oktoberrevolution) herausragt. Unterhalb der Aurora befindet sich das Staatsemblem, bestehend aus Hammer und Sichel.

### Ordensspange
Auf der Ordensspange (Bandschnalle) sind auf rotem Untergrund fünf blaue senkrechte Streifen in der Mitte eingearbeitet.

## Ordensträger
Siehe: Kategorie:Träger des Ordens der Oktoberrevolution